# Excorallana berbicensis
Excorallana berbicensis is een pissebed uit de familie Corallanidae. De wetenschappelijke naam van de soort is voor het eerst geldig gepubliceerd in 1918 door Boone.